# Маралик
Марали́к (арм. Մարալիկ) — город в Армении, в Ширакской области, в Ширакской котловине. Расположен на западном склоне горного массива Арагац, на высоте 1920 м над уровнем моря. Население 5 325 человек, площадь 4,06 км². В 1995 году посёлок получил статус города.

## История
После Туркманчайского мирного договора, в 1826—1828 годах в село Молла Гёкча переселились 59 семей (371 человек) из городов Муш, Тарон, Хыныс, Верин Басен, Элешкирт, Эрзрум.
Прежнее название села — Молла Гёкча.
3 января 1935 года село Молла Гёкча Анийского района Армянской ССР было переименовано в Маралик.
В 1962 Маралик получает статус поселка городского типа. С 21 сентября 1991 года Маралик стал центром Анийского района независимой республики Армения. С 1996 года входит в Ширакскую область.
Через него проходит шоссе Гюмри—Талин—Ереван. Город расположен на железнодорожной ветке Маралик—Артик—Гюмри. Ветка сохранилась, но участок Маралик — Пемзашен, по данным на 2010 год, не действует. В советское время ветка использовалась для перевозки сырья. Действующая станция Пемзашен с регулярным пассажирским движением находится в 6 километрах от Маралика.
В Маралике есть церковь, построенная в конце XIX века, в городе много хачкаров XI—XII веков.

## Население
Изменение населения Маралика.
| Год       | 1831 | 1897 | 1926 | 1939 | 1959 | 1980 | 2001 | 2004 | 2015 |
| Население | 971  | 1302 | 1646 | 1882 | 2177 | 4443 | 5782 | 5800 | 5500 |

## Достопримечательности
В Маралике сохранились Церковь Святой Богородицы (V—VI века), католическая церковь Петра и Павла (XVII—XX века), Красная церковь (XIX—XX века), Монастырь святого Степаноса, замок Циклопа и одна часовня.

## Общественные структуры
Почтовое отделение, две школы, училище, дом культуры, районная библиотека, гостиница, два дошкольных учреждения, места общественного питания и др.

## Галерея

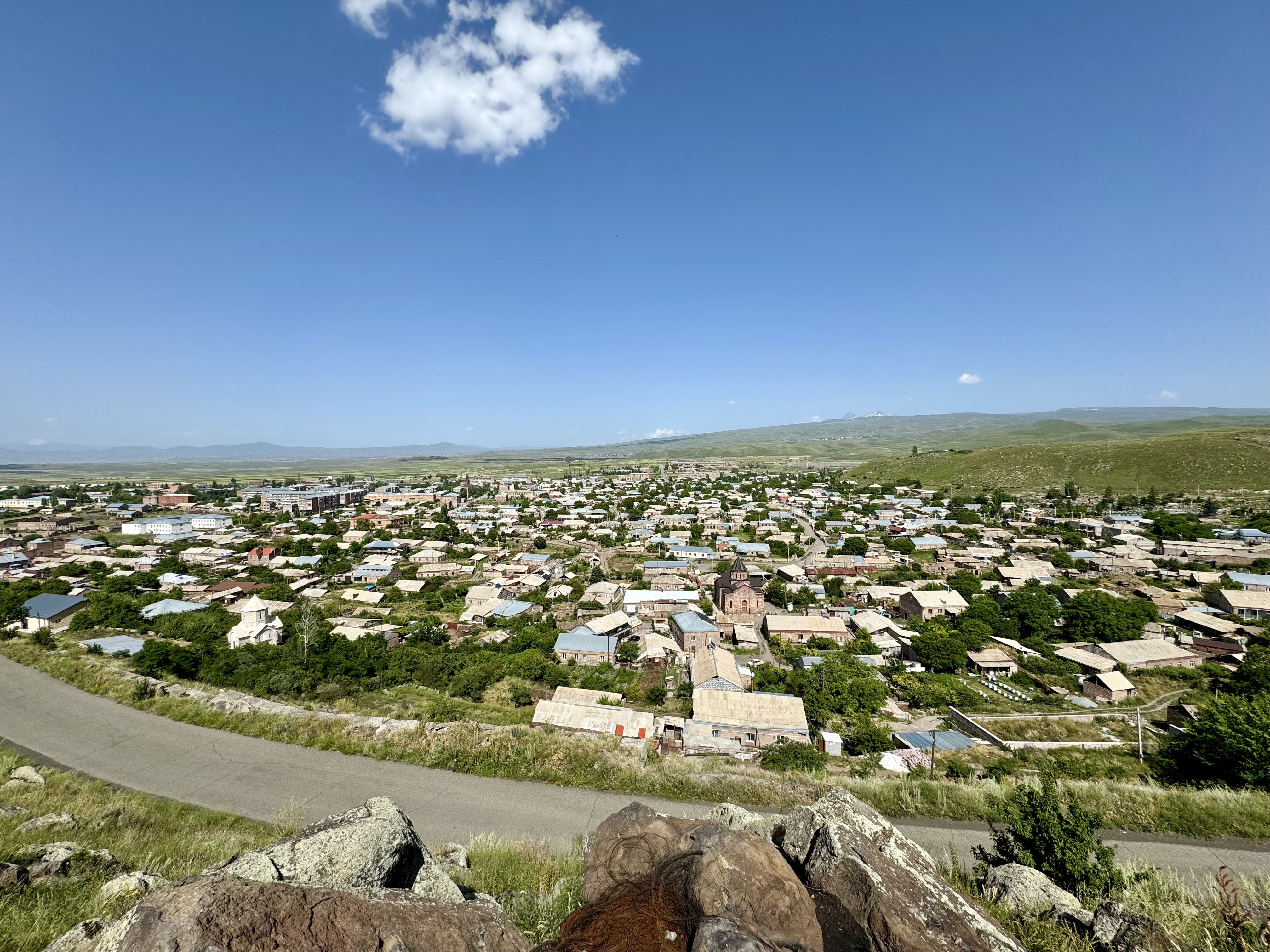
Вид на город Маралик от Мемориала памяти участников Великой Отечественной войны
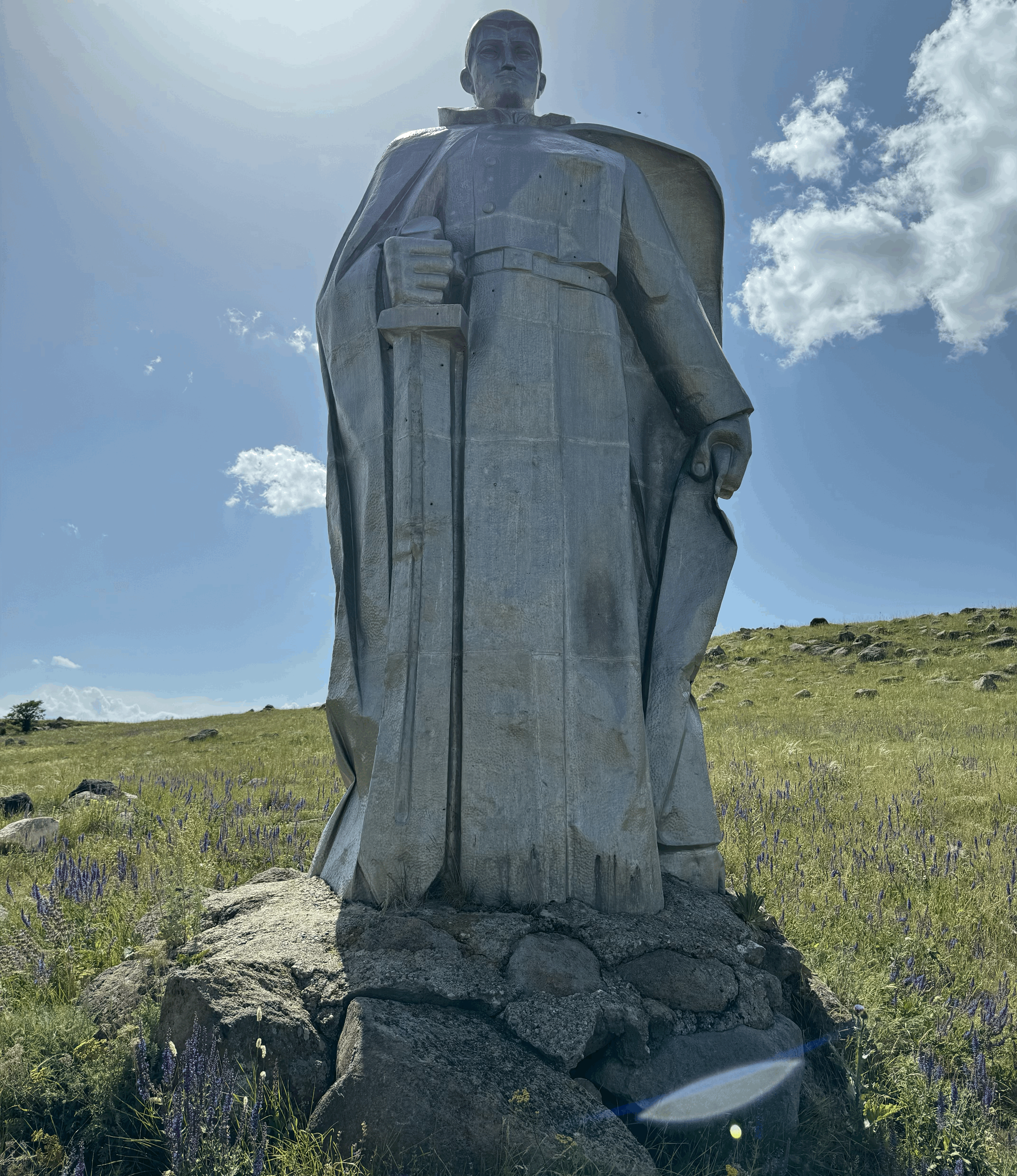
Мемориал
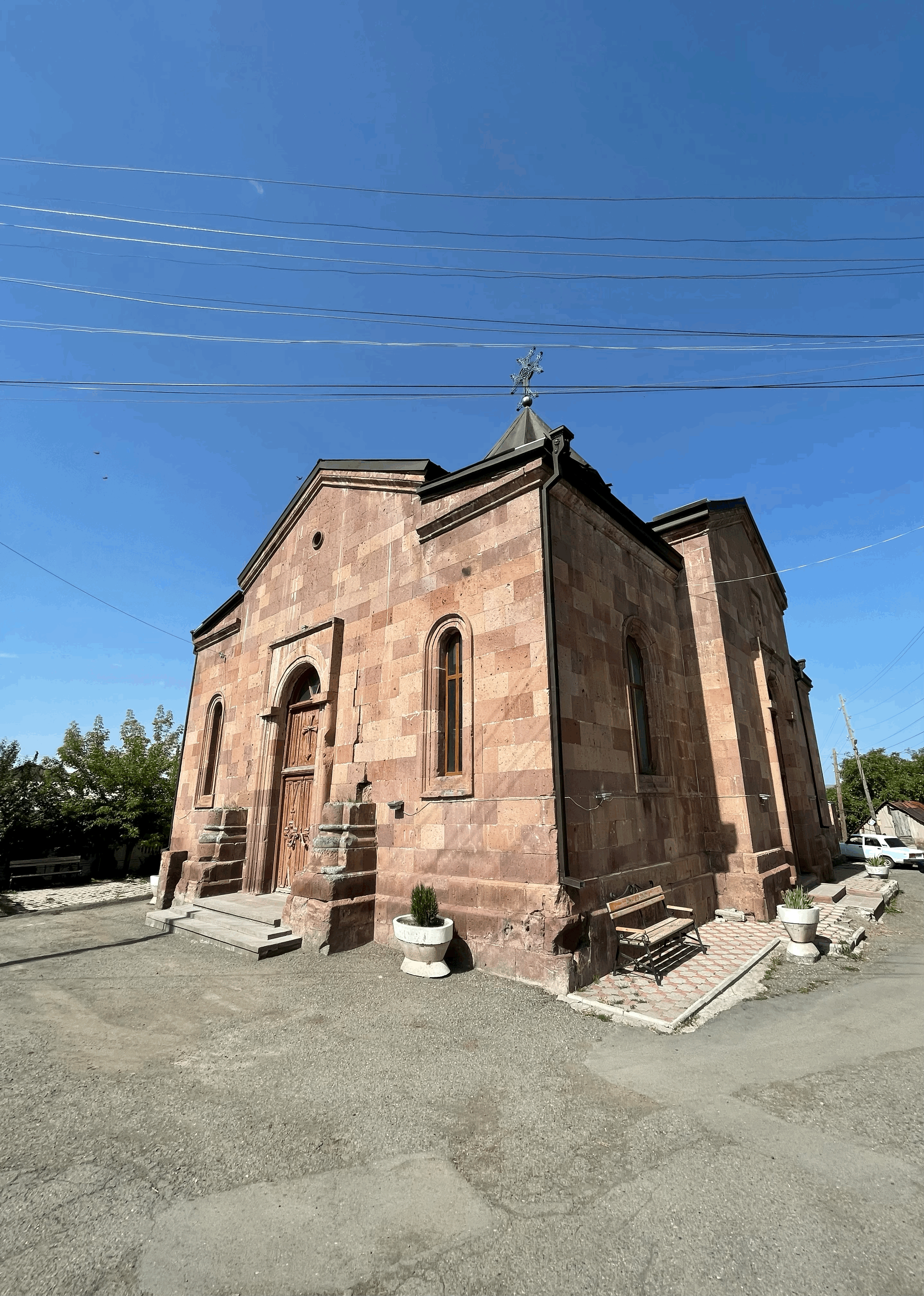
Церковь Сурб Аствацацин, XIX в.
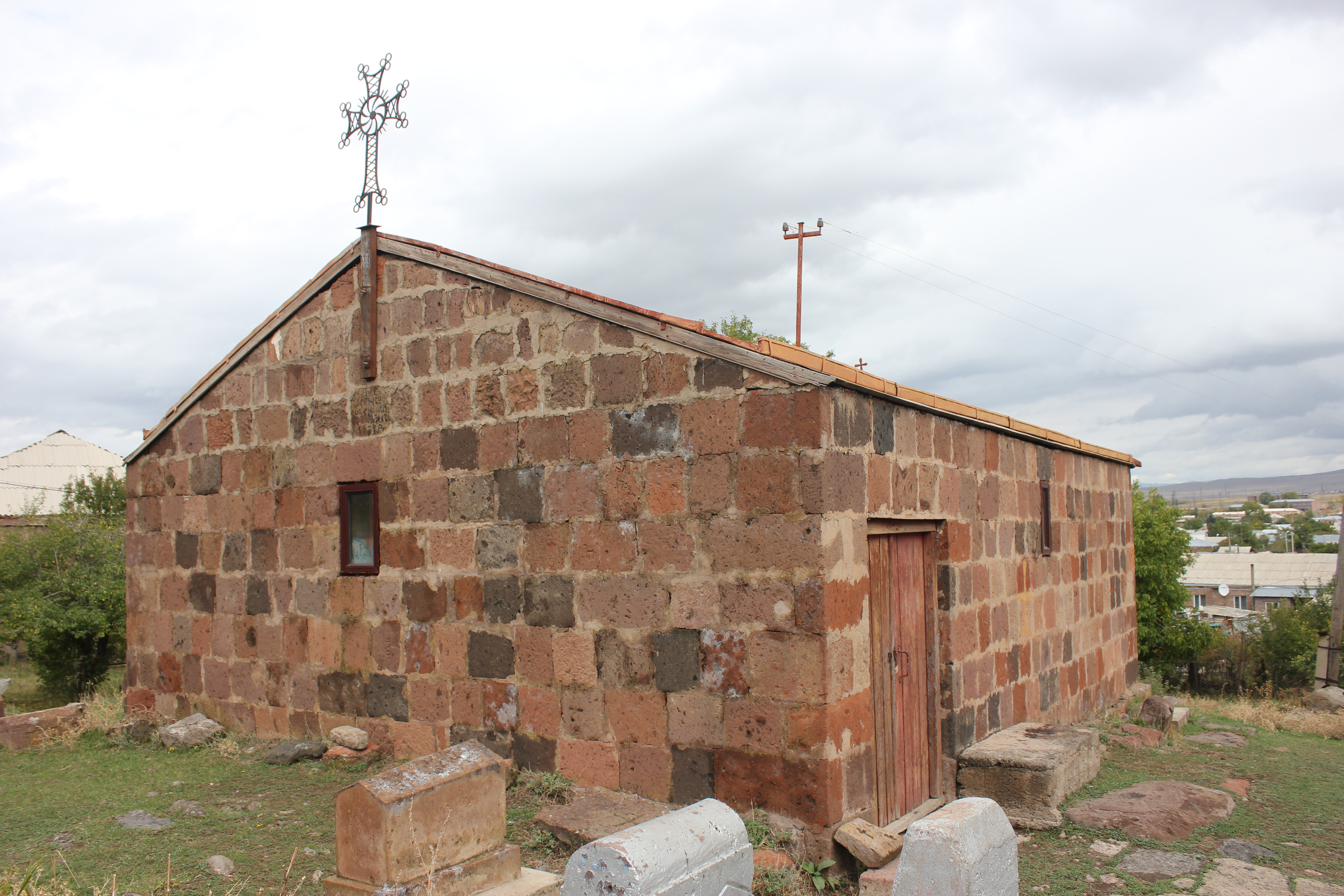
Церковь Сурб Степанос, XIX в.